# Федриады
Федриады, Федриадская скала (греч. Φαιδριάδες) — две коричнево-бурые неприступные, поднимающиеся к облакам высотой 200—300 метров скалы в Греции, в Фокиде, в Средней Греции, возвышающиеся на южном склоне Парнаса, над Кастальским источником, в 200 метрах выше древнего города Дельфы, на высоте 600 метров над уровнем моря. Скалы отражают лучи солнца. Древние греки называли их поэтому Федриады (Блестящие). Западная скала называлась в древности Навпли́я («Ναυπλία»), в настоящее время Родини́ (Ροδινή — Розовая), а восточная — в древности Гиампея («Υάμπεια»), а в настоящее время — Флембу́кос (Φλεμπούκος — Пламенная). С незапамятных времен здесь существовал Дельфийский оракул. На отлогом склоне, у подножия скалы Родини находится святилище Аполлона. У подножия скалы Флембукос находится святилище Афины Пронайи. Со скалы Флембукос бросали приговорённых к смерти богохульников и святотатцев. Скалы прорезала река Плистос, протекающая по ущелью между Парнасом и горой Кирфис. 
Федриады состоят из тёмного известняка и образовались в юрский период.

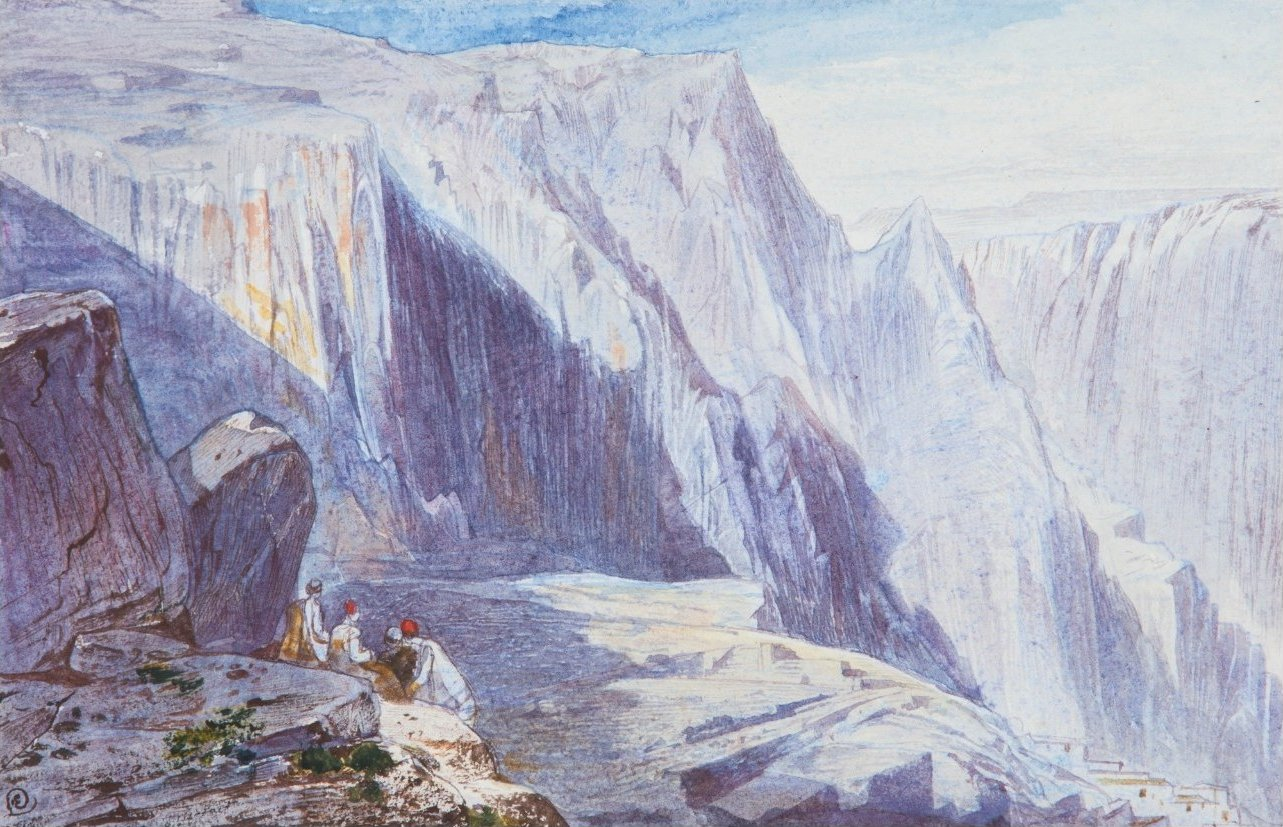
Эдвард Лир. Дельфы

По долине Плистоса проходила Схистийская дорога в Давлиду и Стириду.
Геродот передает храмовую дельфийскую легенду, что когда в 480 году до н. э. в ходе греко-персидской войны часть войска Ксеркса I направилась из города Панопей в Дельфы и к Коринфскому перешейку. Дельфийский оракул от имени бога Аполлона запретил трогать храмовые сокровища и сказал, что сумеет защитить их. «Когда варвары появились у святилища Афины Пронайи, с неба пали перуны, а с Парнаса со страшным грохотом низверглись две оторвавшиеся вершины и поразили множество персов.» Оставшиеся в живых персы бежали в Беотию. Преследовали и убивали персов дельфийские герои Филак и Автоной. Выше святилища Афины Пронеи был участок, посвященный герою Филаку. Участок героя Автоноя был расположен у подножия скалы Гиампея, недалеко от Кастальского источника.
В ходе галльского нашествия в 278 году до н. э. Бренн повел войско галатов на Дельфы, но был разбит в сражении греками при помощи чудесных знамений, данных богом Аполлоном: галатов поражали молнии, мороз и снег, землетрясение, на них низвергались скалы, их преследовал «панический» страх и безумие. Также галаты гибли от голода.